# Allocosa kulagini
Espèce
Synonymes
- Lycosa kulagini Spassky, 1941

Allocosa kulagini est une espèce d'araignées aranéomorphes de la famille des Lycosidae.

## Distribution
Cette espèce est endémique du Tadjikistan.

## Publication originale
- Spassky, 1941 : Araneae palaearcticae novae VI. Folia Zoologica et Hydrobiologica, vol. 11, p. 12-26.